# 1798 en arts plastiques
| Années des arts plastiques : 1795 - 1796 - 1797 - 1798 - 1799 - 1800 - 1801    |
| Décennies des arts plastiques : 1760 - 1770 - 1780 - 1790 - 1800 - 1810 - 1820 |

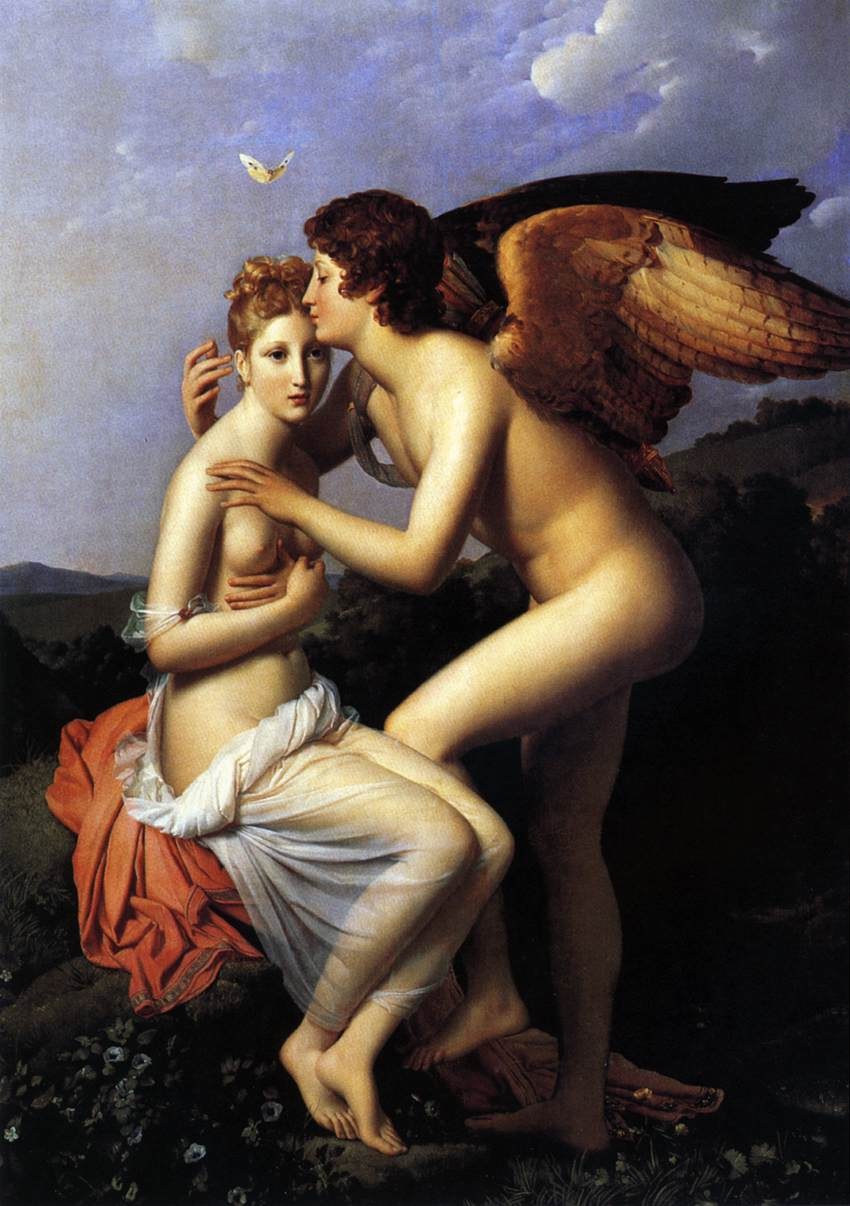
François Gérard, Psyché et l'Amour 1798 musée du Louvre.

Cette page concerne l'année 1798 en arts plastiques.

## Événements
- 19 juillet (1er thermidor an VI) : Ouverture du Salon de l'an VI avec 529 œuvres exposées[1]. La manifestation est marquée par le succès du tableau de François Gérard Psyché et l'Amour dont le style gracieux et sensuel tranche avec le néoclassicisme « viril » des années révolutionnaires[2].

## Œuvres
- L'Arrestation du Christ, huile sur toile de Francisco de Goya
- vers 1797-1798 : Le Vol des Sorcières, huile sur toile de Francisco de Goya

## Naissances
- 5 janvier : Désiré Donny, peintre belge († 27 avril 1861)
- 6 janvier : Giovanni Marghinotti, peintre néoclassique italien († 20 janvier 1865),
- 24 janvier : Théodore Caruelle d'Aligny, peintre français († 24 février 1871),
- 2 février : Edme-Jean Pigal, peintre de genre, dessinateur, graveur et lithographe français († 16 septembre 1872),
- 16 février : Zéphirin Belliard, lithographe et miniaturiste français († 28 mars 1871),
- 26 avril : Eugène Delacroix, peintre français († 13 août 1863),
- 30 avril : Alexis-Victor Joly, peintre et dessinateur français († 1874),
- 3 mai : Henri Édouard Truchot, peintre français († 18 août 1822),
- 12 mai : Alphonse Périn, peintre français († 6 octobre 1874),
- 18 mai : Anthelme Trimolet, peintre français († 17 décembre 1866),
- 21 mai : Prosper Barbot, peintre français († 12 octobre 1877),
- 4 juin : Eduard Friedrich Leybold, peintre autrichien († 24 décembre 1879),
- 22 juillet : Gabriele Smargiassi, peintre italien († 12 mai 1882),
- 29 juillet : Carl Blechen, peintre allemand († 23 juillet 1840),
- 6 août : Pierre Letuaire, peintre et dessinateur français († 2 septembre 1885),
- 22 août : François-Antoine Bossuet, peintre belge († 30 septembre 1889),
- 28 août : Harro Paul Harring, révolutionnaire, poète et peintre allemand († 15 mai 1870),
- 25 septembre : Henry Scheffer, peintre français d'origine néerlandaise († 15 mars 1862),
- 26 septembre: Claude-Basile Cariage, peintre et professeur de dessin français († 19 septembre 1875),
- 28 septembre : Charles-Philippe Larivière, peintre français († 29 février 1876),
- 15 octobre : François-Auguste Biard, peintre français († 30 juin 1882),
- 2 novembre : Jules Coignet, peintre français († 1er avril 1860),
- 25 novembre : Giovan Battista Borghesi, peintre italien († 25 novembre 1846),
- 5 décembre : Alexandre Colin, peintre et lithographe français († 21 novembre 1875),
- 10 décembre : Alexandre Brioullov, peintre et architecte russe († 21 janvier 1877),
- 15 décembre : Auguste Hussenot, dessinateur, peintre et décorateur français († 9 décembre 1885).
- 27 décembre : Augustin Burdet, graveur français († 1870),
- 28 décembre : John Ward, peintre britannique († 1849).

- ? :
  - James Duffield Harding, peintre, aquarelliste et lithographe britannique († 4 décembre 1863),
  - Achille Désiré Lefèvre, graveur français († 1er novembre 1864),
  - Carlo Ruspi, peintre italien († 1863),
  - Henri Valton, peintre français († 1878),
  - Charles-Auguste van den Berghe, peintre néo-classique français († 1853).

## Décès
- 25 janvier : Christoph Unterberger, peintre autrichien actif à Rome (° mai 1732),
- 9 février : Antoine Favray, peintre français (° 8 septembre 1706),
- 15 février : Johann Baptist Enderle, peintre baroque bavarois (° 15 juin 1725),
- 7 mars: Gabriel-Narcisse Rupalley, peintre français (° 24 mars 1745),
- 27 août : Louis Joseph Watteau, peintre français (° 10 avril 1731),
- 9 septembre : Johann Melchior Wyrsch, peintre suisse (° 1er août 1732),
- 8 décembre :  Giovanni Battista Casanova, peintre  et historien d'art italien (° 2 novembre 1730),
- ? : Giuseppe Angeli, peintre baroque italien (° 1712).